# Gloria Friedmann
Gloria Friedmann, née Gloria Peterhänsel, en 1950 à Kronach (Bavière ) est une artiste contemporaine allemande établie en France. Sculptrice, auteur d'assemblages, créatrice d'environnement, elle utilise des techniques mixtes.

## Biographie
Elle est née en 1950 à Kronach en Bavière,. En 1977, Gloria Friedmann vient habiter en France. Elle s'installe en Bourgogne, dans les années 1980, à Aignay-le-Duc (Côte-d'Or), où elle vit et travaille. Depuis 1980, elle participe à de nombreuses expositions en France, par exemple, à la biennale Sélest'art en Alsace en 1995, à la Fondation Maeght à Saint-Paul-de-Vence en 2013,  ou encore au Musée de la Chasse et de la Nature à Paris en 2016,. Elle commence à devenir célèbre avec des sculptures inspirées de la nature et des animaux. Par la suite, elle se lance dans la création de sculptures monumentales en plein air.
Gloria Friedmann s'adonne également à la peinture et à la photographie. Elle a un atelier à Aignay-le-Duc, où elle expose ses peintures, ses sculptures et ses photographies.
En 2018, elle est nommée Chevalier de la légion d'honneur.
Elle est mariée à l'artiste français Bertrand Lavier. 

## Œuvres
- 1980 : Suspension[10],
- 1994 : En direct[11],
- 1995 : Le monument du chêne, installation le long d'un chemin forestier dans la forêt de Haguenau[4].
- 1996 : Envoyé spécial, installation[12],
- 1996 : Bonjour Tristesse, Ancien titre: YP32[13],
- 2002 : Karaoké[11],
- 2004 : Le locataire[11],
- 2005 : Matrix,
- 2007 : Absurdistan 3[14],
- 2013 : Semper Vivens, installation à la place François-Rude de Dijon[15],
- 2015 : Le gardien[11],
- 2020 : Le Compteur du temps, sculpture installée à la place Grangier de Dijon[16].

## Expositions
En France
- 1980 : XIe Biennale
- 1981 : musée national d'Art moderne
- 1983 : exposition monographique, Le Consortium, Dijon[17]
- 1985 : Salon de la jeune sculpture
- 1997 : I.Q/E.Q, Le Parvis, centre d'art contemporain, Pau
- 2009 : Gloria Friedmann : Lune rousse, Musée Bourdelle, Paris, du 9 octobre 2008 au 1er février[18]
- 2013 : Play-back d’Eden, Fondation Maeght, Saint-Paul de Vence, du 30 mars au 16 juin[5]
- 2016 : F, Galerie Eva Meyer, Paris, du 7 au 30 juillet[19]
- 2016 -  2017 : Gloria Friedmann, Tableaux vivants, Musée de la Chasse et de la Nature, Paris, du 8 novembre au 12 février[18]
- 2017 : Gloria Friedmann: En chair et en os, Maison européenne de la photographie, Paris, du 20 avril au 18 juin[20]
- 2019 : Musée et parc Buffon, Montbard, Côte-d'Or, du 27 avril au 7 novembre[21]
- 2020 : Les Authentiques: Les Pionnières II, Galerie Pierre-Alain Challier, Paris, du 14 mars au 9 mai 2020[22]

À l'étranger
- 1986 : Berlin, Rome
- 1987 : Zagreb, documenta 8 à Cassel
- 1988 : Hambourg, New York
- 1991 : Essen, Padoue, Los Angeles...
- 2010 : Islands Never Found, MOMus Thessalonique, Grèce, du 28 juin au 28 novembre [23]
- 2010 - 2011 : Dialogue Liechtenstein, Kunstmuseum, Vaduz, Liechtenstein, du 22 octobre au 28 février[24]
- 2012 - 2013 : ARTandPRESS - Art. Truth. Reality., Centre d'art et de technologie des médias, Karlsruhe, Allemagne, du 15 septembre au 10 mars
- 2015 : Nice to See You! 160 Works from the Collection, Kunstmuseum, Vaduz, Liechtenstein, du 13 février au 23 août[25]
- 2015 : Vivace, Galerie Steineck, Vienne, Autriche, du 11 novembre au 19 décembre
- 2017 : Light / Dark, Annely Juda Fine Art, Londres, Royaume-Uni, du 8 novembre au 14 décembre[26]
- 2019 : Disturbing Narratives, Musée Parkview, Singapour, juillet 2019 - février 2020[27]

## Distinction
- Chevalier de la Légion d'honneur (14 juillet 2018)[9]